# Sebastián Holz
Sebastián Pellegrini Holzman (n. Ramos Mejía, Buenos Aires; 3 de octubre de 1977) más conocido como Sebastián Holz, es un cantante y actor argentino. Se destaca por su trayectoria en teatro, y por interpretar al profesor Norman Skyler en la serie de televisión producida por Nickelodeon, Kally's Mashup.

## Biografía
Holz comenzó su carrera artística como cantante del grupo infantil La Plaga con el que grabó un LP producido por BMG en 1989, cuando tenía 11 años. Luego de estudiar canto y actuación, participó en grandes producciones de Teatro Musical como Más de 100 Mentiras, Nosotros, los amantes (en ambas nominado por su labor a los premios HUGO), Locos recuerdos, Drácula, Los Miserables, Zorba, el Griego, Frankenstein y Peter Pan (por citar sólo algunos) y en teatro de texto, abordando obras como Juegos de amor y de guerra de Gonzalo Demaría con dirección de Oscar Barney Finn (labor que le valió nominaciones a los premios ACE y Luisa Vehil, y siendo ganador del prestigioso premio María Guerrero como "mejor actor de reparto"), Numancia de Cervantes (Teatro Nacional Cervantes) y El Perro del Hortelano de Lope de Vega (Complejo Teatral de Buenos Aires) ambas dirigidas por Daniel Suárez Marzal, La Discreta Enamorada también de Lope de Vega (Ciclo Teatríssimo) dirección a cargo de Santiago Doria, Primavera de 1928 de Alejandro Finzi y dirigido por Luciano Cáceres, Las Islas de Carlos Gamerro (Complejo Teatral de Buenos Aires), entre otras.
Dirigió además su propio espectáculo llamado Astor Inédito (musical biográfico sobre el compositor) vinculándose con la música de Astor Piazzolla, recibiendo excelentes críticas y siento invitado a participar del Festival Buenos Aires Tango realizado en el Teatro Presidente Alvear. La productora belga Artemis lo convoca para protagonizar su espectáculo Otango, realizando una extensa gira europea que abarca numerosas ciudades de Portugal, Chipre, Bélgica, Lituania, Letonia, Eslovenia y dieciséis ciudades de Francia, incluyendo París. Fue además, el cantante oficial de la Fundación Astor Piazzolla durante el periodo 2008-2018, presentándose junto al Quinteto de la fundación en importantes escenarios de Argentina y del exterior, además de protagonizar en el Teatro Colón de Buenos Aires (por primera vez en la historia de ese Coliseo) uno de los grandes hitos piazzolleanos: María de Buenos Aires con el que también ha recorrido más de una veintena de ciudades de Italia con gran suceso.
Por sus interpretaciones versátiles y comprometidas, se han publicado artículos en destacados medios gráficos locales.
De 2017 a 2018 interpretó al profesor Skyler, el villano en la serie de televisión Kally's Mashup emitida por Nickelodeon para Latinoamérica y Europa.
En 2019 participó en las obras Colaboración/Tomar Partido de Ronald Harwood, con dirección de Marcelo Lombardero, en el Teatro Gral. San Martín, papeles por los cuales ha sido nominado a un Premio ACE, como "mejor actor de reparto".
Protagonizó el espectáculo musical Caníbal durante 2019, 2020 y 2021 junto a Dolores Ocampo y Belén Pasqualini, un espectáculo musical ideado por el mismo Holz, dirigido por Corina Fiorillo y escrito por Sebastián Suñé, con música y arreglos de Carlos Britez, y coreografía de Juan Diego Bros, en el Teatro Picadero. Holz obtuvo por este trabajo el Premio Hugo a la mejor actuación protagónica masculina en music hall.  Caníbal obtuvo 5 nominaciones a los Premios Hugo, 3 nominaciones a los premios Luisa Vehil y 7 nominaciones a Premios ACE. 
En 2021 presentó un repertorio de canciones junto a Carlos Britez y Fabian Fazio que se tituló Caminos, interpretando a varios referentes de la música como Raúl Carnota, Virgilio Expósito, Chico Buarque, Gabo Ferro, y Bola de Nieve, entre otros.
Actualmente interpreta varios roles en el musical Come From Away de Irene Sankoff y David Hein, producida por The Stage Company, dirigida por Carla Calabrese y adaptada por Marcelo Kotliar, un éxito en Broadway que obtuvo siete nominaciones a los premios Tony, incluido una nominación al Grammy en 2017 y cuatro premios Olivier en 2019. Holz fue nominado al Premio Hugo y Premio ACE. En Argentina, la obra obtuvo 23 nominaciones a Premios Hugo, y 13 al Premio ACE; se puede ver en Teatro Maipo.

## Filmografía

### Televisión
| Año         | Programa                  | Productora                | Rol (Personaje)                |
| ----------- | ------------------------- | ------------------------- | ------------------------------ |
| 2001        | Enamorarte                | Telefe                    | Actor                          |
| 2001        | Maru a la tarde           | Telefe                    | Cantante                       |
| 2013        | Qitapenas                 | Telefe                    | Actor                          |
| 2017        | Fanny la fan              | Telefe-Underground        | Actor                          |
| 2017 - 2019 | Kally´s Mashup            | Nikelodeon, Powow, Telefe | Actor (Profesor Norman Skyler) |
| 2024        | Coppola, el representante | Pampa films,Star+         | Actor (Juan Carlos Coppola)    |

## Teatro
| Año       | Obra                           | Autores/Directores                                                       | Rol                                  | Sala                                              |
| --------- | ------------------------------ | ------------------------------------------------------------------------ | ------------------------------------ | ------------------------------------------------- |
| 1998-1999 | Drácula, el musical            | Cibrian Campoy, Angel Malher                                             | Actor/cantante (Johnatan Harker)     | Gira nacional (Argentina)                         |
| 2000      | Drácula, el musical            | Cibrian Campoy, Angel Malher                                             | Actor/cantante (Johnatan Harker)     | Luna Park                                         |
| 2000      | Con Ventillos del Plata        | Gonzalo Ordóñez/Gabriel Goldman                                          | Actor/cantante                       | Teatro Pigalle de Recoleta                        |
| 2000      | Los Miserables                 | Ken Kaswell/David; White Mariano Detri/Alberto Favero                    | Actor/cantante (Capataz, Javert)     | Teatro Ópera                                      |
| 2000      | Dale que te canto              | Santiago Doria                                                           | Actor/cantante (Don Pepe)            | Museo Larreta                                     |
| 2003      | Guillermo Tell                 | Marcelo Katz-Martin Joab                                                 | Actor/cantante (Guillermo Tell)      | Centro Cultural de la Cooperación                 |
| 2003      | Zorba, el griego               | Helena Tritek                                                            | Actor/cantante (Comandante ruso)     | Teatro El Nacional                                |
| 2003      | Frankenstein                   | Hernán Kuttel                                                            | Actor/cantante (Víctor Frankenstein) | Teatro Coliseo                                    |
| 2004      | Frankenstein                   | Hernán Kuttel                                                            | Actor/cantante (Víctor Frankenstein) | Teatro Lola Membrives                             |
| 2004      | Peter Pan, todos podemos       | Ariel del Mastro y Claudio Gallardou                                     | Capitán Garfio                       | Teatro Ópera                                      |
| 2005      | Numancia                       | Miguel de Cervantes Saavedra/Daniel Suárez Marzal                        | Río Duero/Viriato                    | Teatro Nacional Cervantes                         |
| 2005      | Objetos Maravillosos           | Hugo Midón & Carlos Gianni                                               | Gutiérrez                            | Teatro Comedia                                    |
| 2006      | El perro del Hortelano         | Daniel Suárez Marzal                                                     | Conde Federico                       | Teatro de la Ribera                               |
| 2006      | La Discreta Enamorada          | Santiago Doria                                                           | Doristeo                             | Teatro Regina                                     |
| 2007      | Primavera 1928                 | Luciano Cáceres                                                          |                                      | Facultad de Filosofía y Letras                    |
| 2008      | María de Buenos Aires          | Horacio Ferrer y Astor Piazzolla/Julián Vat y Laura Escalada Piazzolla   | Cantante principal                   | Gira europea (Italia)                             |
| 2008      | María de Buenos Aires          | Horacio Ferrer y Astor Piazzolla/Julián Vat y Laura Escalada Piazzolla   | Cantante principal                   | San José de Puerto Rico                           |
| 2008-2009 | Otango                         | Artemis (Bélgica)                                                        | Actor protagónico/cantante           | Gira europea (7 países)                           |
| 2009      | Aguafuertes porteñas           | Corina Fiorillo                                                          | Actor/cantante                       | Teatro del Pueblo                                 |
| 2010      | María de Buenos Aires          | Horacio Ferrer y Astor Piazzolla/Julián Vat y Laura Escalada Piazzolla   | Cantante principal                   | Centro Cultural Borges                            |
| 2010      | Las Islas                      | Carlos Gamerro y Alejandro Tantanian                                     | Cantante                             | Teatro Presidente Alvear                          |
| 2013      | Más de 100 mentiras            | Gabriel Goldman y David Serrano                                          | Actor/cantante                       | Teatro Liceo                                      |
| 2013      | Locos ReCuerdos                | Hugo Midón, Carlos Gianni y Lala Mendía                                  | Actor/cantante                       | Teatro Nacional Cervantes                         |
| 2014      | Nosotros...los amantes         | Hernán Matorra. Dirección Gral.: Alejandro Ullúa                         | Actor/cantante                       | Teatro 25 de Mayo                                 |
| 2016      | María de Buenos Aires          | Horacio Ferrer y Astor Piazzolla, Julián Vat y Laura Escalada Piazzolla. | Cantante principal                   | Teatro Colón de Buenos Aires                      |
| 2016      | Sebastián Holz canta Piazzolla | Nicolás Guerschberg y Fabián Luca                                        | Cantante principal                   | Teatro Picadero                                   |
| 2017      | Beethoven online               | Luis Ovsejevich y Héctor Presa                                           | Actor/Cantante                       | Ciudad Cultural Konex                             |
| 2017-2019 | Juegos de amor y de guerra     | Gonzalo Demaría y Oscar Barney Finn                                      | Actor de reparto (Celeste Imperio)   | Centro Cultural de la Cooperación                 |
| 2019      | Colaboración/Tomar Partido     | Ronald Harwood y Marcelo Lombardero                                      | Hans Hinkel/David Wills              | Teatro Gral. San Martín                           |
| 2019-2021 | Caníbal                        | Sebastián Suñé/Corina Fiorillo                                           | Actor/cantante                       | Teatro Picadero/Teatro Timbre 4/Complejo La Plaza |
| 2022-2024 | Come From Away                 | Irene Sankoff y David Hein/Carla Calabrese                               | Actor/cantante                       | Teatro Maipo                                      |

## Premios y nominaciones
| Año  | Premio                | Categoría                                             | Obra                       | Autor/Director                             | Resultado | Ref.   |
| ---- | --------------------- | ----------------------------------------------------- | -------------------------- | ------------------------------------------ | --------- | ------ |
| 2013 | Premios Hugo          | «Mejor actuacion protagónica masculina»               | Mas de cien mentiras       | Gabriel Goldman/David Serrano              | Nominado  | [ 6 ]  |
| 2015 | Premios Hugo          | «Mejor actuacion protagónica masculina»               | Nosotros, los amantes      | Hernán Matorra/Alejandro Ullúa             | Nominado  | [ 7 ]  |
| 2016 | Premio ACE            | «Revelación masculina»                                | Juegos de amor y de guerra | Gonzalo Demaría/Oscar Barney Finn          | Nominado  | [ 8 ]  |
| 2017 | Premio Luisa Vehil    | «Mejor actor de reparto»                              | Juegos de amor y de guerra | Gonzalo Demaría/Oscar Barney Finn          | Nominado  |        |
| 2018 | Premio María Guerrero | «Mejor actor de reparto»                              | Juegos de amor y de guerra | Gonzalo Demaría/Oscar Barney Finn          | Ganador   | [ 9 ]  |
| 2019 | Premio ACE            | «Mejor actor de reparto»                              | Colaboración/Tomar Partido | Ronald Harwood/Marcelo Lombardero          | Nominado  | [ 10 ] |
| 2020 | Premio Hugo           | «Mejor actuación protagónica masculina en music hall» | Caníbal                    | Sebastián Suñé/Corina Fiorillo             | Ganador   |        |
| 2021 | Premio Luisa Vehil    | «Mejor actor principal»                               | Caníbal                    | Sebastián Suñé/Corina Fiorillo             | Nominado  |        |
| 2021 | Premio ACE            | «Mejor actuación masculina en musical»                | Caníbal                    | Sebastián Suñé/Corina Fiorillo             | Nominado  | [ 11 ] |
| 2022 | Premio Hugo           | «Mejor actuación de reparto masculina»                | Come From Away             | Irene Sankoff y David Hein/Carla Calabrese | Nominado  |        |
| 2022 | Premio ACE            | «Mejor actuación masculina en musical»                | Come From Away             | Irene Sankoff y David Hein/Carla Calabrese | Nominado  |        |